# Association francophone pour la recherche sur les activités physiques et sportives
L'Association francophone pour la recherche sur les activités physiques et sportives (AFRAPS) est une société savante pluridisciplinaire en sciences du sport et de l'éducation physique, des enseignants et des universitaires issus principalement du champ des Sciences et techniques des activités physiques et sportives (STAPS) et de Éducation physique et sportive (EPS). Elle a pour objet de susciter et de diffuser « les travaux de recherche en APS, d’organiser des échanges entre les personnes et les groupes, pour favoriser le développement de la recherche et des actions de formation assurées par les institutions ou établissements à caractères scientifique et universitaire impliqués dans l’étude des APS et leurs laboratoires. L’AFRAPS participe d'une défense de la langue française dans le secteur académique, et encourage notamment la coopération entre universités francophones, dans la diffusion internationale des connaissances en sciences des activités physiques et sportives ». Créée par la Conférence des directeurs et doyens d'UFR STAPS (C3D) en 1980, elle poursuit ses activités sans interruption depuis. Constituée en éditeur, elle assure la publication de livres, et en partenariat avec les éditions De Boeck, la revue STAPS.

## Historique
Pensée dans le contexte de l'universitairisation de Éducation physique et sportive (EPS) avec la naissance des Sciences et techniques des activités physiques et sportives (STAPS), il est fondé en 1980 une société savante pluridisciplinaire par la Conférence des directeurs et doyens d'UFR STAPS (C3D) à l'époque Conférence des directeurs et doyens d'UREPS pour participer à la production et à la diffusion des connaissances de ce champ nouveau: l'Association pour le développement des connaissances relatives aux activités physiques et sportives, renommée Association francophone pour la recherche sur les activités physiques et sportives, c'est-à-dire l'AFRAPS. Une autre société savante, concurrentielle : l'ACAPS , sera créée en 1984 qui s'est progressivement davantage tournée vers les sciences de la vie (biomécanique, physiologie, anatomie, statistique…) et l'AFRAPS vers les sciences humaines (sciences de l'éducation, psychologie, sociologie, histoire, géographie...). 
Initialement déclarée en septembre 1982 sous son premier nom relativement interne elle est officiellement déclarée selon la loi du 1er juillet 1901 de manière plus détaillée et au nom définitif en décembre 1987. Basée à Clermont-Ferrand, avec un appartement dédié et une secrétaire salariée, elle est désormais basée à Montpellier dans un petit local, contenant principalement les stocks des activités d'édition.
L'AFRAPS se caractérise par une stabilité et une permanence de ses membres historiques, sur les plus de 40 ans, avec un bureau en grande partie inchangé entre les décennies, quoique deux fois rajeuni, dans les années 2000, avec notamment Thierry Terret, Luc Robène, Christian Vivier, Julien Fuchs, et dans les années 2015, avec l'équipe actuelle. La figure du trésorier, fondateur et organisateur du service d'édition Paul Boyer de 1980 à 1999 est notamment marquante. Les présidents : André Rauch (1980-1987), Pierre Chifflet (1987-1988), Gérard Bruant (1988-1994), Thierry Terret (1994-2001), Gilles Bui-Xuân (2001-2022), Jacques Mikulovic (2022-2023), Sébastien Laffage-Cosnier depuis le 3 avril 2023.
Très attaché à la francophonie, le bureau a toujours compté des membres actifs de Belgique (Ghislain Carlier entre autres), de Suisse (Marco Astolfi), Canada (G. Rail, Jean Harvey) ou de Tunisie. Elle organise sa biennale en Belgique à Louvain-la-Neuve en 1998 et 2005,, au Maroc, à Rabat en 2018.

## Activités scientifiques

### Les éditions de l'AFRAPS
Dès le début des années 1980, à travers la publication des actes de congrès qu'elle organisait, l'AFRAPS comportait une mission d'édition, mais c'est sous l'impulsion de Paul Boyer que l'AFRAPS s'est fortement attachée à la publication d'ouvrages de plus grande portée, notamment des ouvrages de préparation aux concours de recrutement des enseignants d'EPS, le CAPEPS et l'agrégation d'EPS en interne et en externe. Dans les années 1990, les ouvrages de l'AFRAPS atteignent des tirages à 12 000 exemplaires. Désormais sur des tirages plus modestes les ouvrages de l'AFRAPS restent une référence dans le domaine des STAPS et de l'EPS. Les livres plus récents de l'AFRAPS sont présents dans plus de 70 bibliothèques universitaires en France, soit la quasi-totalité des établissements d'enseignement supérieur, et dans un nombre important de bibliothèques à travers le monde francophone (Suisse, Canada, Maroc, Tunisie...), notamment en Afrique, dans le cadre d'une politique de don. 
Historiquement imprimée par les ateliers de la Française d'édition et d'imprimerie à Clermont-Ferrand dans les années 1980, puis par les presses du groupe Horizon à Gémenos près de Marseille, et à la suite de sa faillite, par son repreneur de fond, Sud Light Production, toujours à Marseille. Ces deux dernières entreprises bénéficient du label industriel Imprim Vert, certifiant des imprimeurs respectueux de l’environnement.[pertinence contestée]
Commercialement et techniquement référencée au titre de maison d'édition dans les bases professionnelles françaises et internationales, notamment Electre et Dilicom au Fichier Exhaustif du Livre (FEL), l'AFRAPS possède son segment ISBN et son dossier BNF de dépôt légal. L'AFRAPS édite, diffuse et distribue ses ouvrages dans toutes les librairies, avec une présence dans les congrès ou rencontres et certains salon du livre, le plus souvent à l'initiative des auteurs.

### La revue STAPS
Initialement Bulletin de l'AFRAPS, la revue STAPS est fondée en 1980 (le bulletin continue également sa publication sous le titre de Bulletin de liaison et d'informations scientifiques de l'AFRAPS quelques années après) est active sans discontinuité depuis cette époque. 
Elle publie des travaux de recherche originaux dans le domaine des sciences sociales et des sciences humaines : histoire du sport et de l’éducation physique, sociologie du sport, psychologie du sport, ethnologie et anthropologie, épistémologie, didactique et intervention en sport et éducation physique, etc.. Revue scientifique internationale à comité de lecture, elle publie des articles de sciences du sport et de sciences sociales et humaines, en français et en anglais, de chercheurs francophones du monde entier.
Les directeurs successifs ont été : Gérard Bruant (1980-1987), Jean-Claude Lyleire (1987-1989†), Pierre Chifflet (1989-1997), Richard Pfister (1997-2001), Jacques Gleyse (2001-2013), Christian Vivier (depuis 2013), Julien Fuchs (depuis 2017).
La revue STAPS est indexée à plusieurs titres : Institute for Scientific Information avec les Current Contents, et un IF[Quoi ?] actuellement à 0 mais bien présent au décompte du Journal Citation Reports, elle figure dans l'ancienne liste CNU-B 74, présente Impact SJR de 0,14 (2018) dans Scopus.

### Les congrès, journées d'étude et la biennale de l'AFRAPS
L'AFRAPS organise depuis le début des années 1980 différentes rencontres, congrès, journées études,, parmi les plus notables : Anthropologie des techniques du corps à l'université de Nice en 1984, Les sciences du sport entre cultures et techniques à l'université de Lausanne (Suisse) en 1995 ou encore Identifier les effets de l’intervention en motricité humaine à l’université Catholique de Louvain (Belgique). 
Et, depuis le début des années 2000, ces rencontres sont structurées sous le nom de Biennale de l'AFRAPS :
- La 10ème Biennale de l’AFRAPS à Brest, sur le thème "Éducation, performance et innovation. Quels sports collectifs demain ? se tiendra les 24-26 mai 2023
- La 9e biennale de l'AFRAPS Les activités de raquette : Comprendre & intervenir, Département STAPS de Calais, université du Littoral-Côte-d'Opale, 17-18 septembre 2020[25].
- La 8e biennale de l'AFRAPS Développement du sport et dynamique des territoires : Expériences internationales comparées, IRFC, du 10 au 12 avril 2018 à Rabat (Maroc)
- La 7e biennale sur le thème Activités sportives, éducation physique et société numérique, 25-26 novembre 2016, ESPE d'Aquitaine[26].
- La 6e biennale sur le thème Nouvelles valeurs et nouvelles pratiques dans les activités physiques et sportives, 20-21 mars 2014, ENS de Rennes, DSEP[27],[28].
- La 5e biennale sur le thème  L'expérience corporelle, 28-29 juin 2012, Université de Nancy.
- La 4e biennale sur le thème Le corps en mouvement 2, université de Montpellier[29] 3-6 juin 2009.
- La 3e biennale/et 6e rencontres de l'EPS, sur le thème le plaisir en EPS, 27-30 octobre 2007, Université de Montpellier.
- La 2e biennale/congrès ARIS Intervenir dans les activités physiques, sportives et artistiques : du débutant à l'expérimenté. Pratiques, recherches, formations. Louvain-la-Neuve, 20, 21 et 22 janvier 2005, EDPM
- 2003, la 1re biennalede l'AFRAPS sur le thème Éducation pour la Santé et Éducation Physique et Sportive'. 2003. Université du Littoral Côte d’Opale/FFEPGV/SMCO.

### Le prix de l'AFRAPS
Depuis 1989, l'AFRAPS décerne un prix. Dans l'esprit de sa vocation, ce prix vise à « contribuer au développement de la recherche dans ce domaine et au renouvellement des connaissances pour la formation ». Décerné annuellement au niveau mémoire de Diplôme d’études approfondies (DEA) puis mémoire de master recherche (période 1989-2011) sous le titre de prix Jean-Claude Lyleire, le prix est actuellement décerné pour une thèse de doctorat. Ce prix s’adresse aux thèses de doctorat soutenues en STAPS ou sciences du sport et de l’éducation physique dans le cadre universitaire d’un pays francophone.
Principe du concours : les thèses doivent avoir été soutenues au cours des deux années précédant la date de l’attribution du prix, qui correspond à la biennale de la société. Autrement dit, la thèse doit avoir été soutenue après la précédente biennale, pour concourir au prix décerné lors de la suivante. Le prix est remis plus précisément lors du diner de gala de la biennale. Selon les années, il peut être décerné un seul prix, deux ex aequo, un premier, deuxième et troisième prix ou bien un prix entouré de un ou plusieurs accessits.
La liste des récipiendaires est disponible sur le site de l'AFRAPS et elle compte notamment depuis 1989 : Pauline Endress, Matthieu Quidu, André Suchet, Julien Fuchs, Nathalie Boisseau, Paul Fontayne, Olivier Aubel, Pascal Charitas, Christine Mennesson, Eric Dreidemy, Philippe Sarrazin, Gilles Montagne, Thierry Terret, Benoît Bardy…